# Старотолучеево
Старотолучеево — село в Богучарском районе Воронежской области.
Входит в состав Подколодновского сельского поселения.

## География
Расположено на реке Толучеевка, в 1 км от центра сельского поселения.

### Улицы
| - пер. Животноводов, - пер. Лебяжий, - пер. Луговой, - пер. Озёрный, - пер. Ольховый, - пер. Песчаный, | - ул. Героя Бондарева, - ул. Луговая, - ул. Молодёжная, - ул. Приозёрная. |

## Население
| 1859 | 1897  | 2000 | 2005 | 2010 |
| ---- | ----- | ---- | ---- | ---- |
| 1560 | ↗1850 | ↘437 | ↘435 | ↘375 |

## История
Село основано в 1716 г. В 1724 году построена деревянная церковь, а в 1785 году каменная Покрова Пресвятой Богородицы. В 1929 году образован колхоз «Большевик».

## Инфраструктура
В селе имеется школа, работает сельский клуб на 250 мест, сельская библиотека с книжным фондом 7240 томов, магазин, ферма.